# الن ووسالو
الن ووسالو (به فنلاندی: Ellen Vuosalo) (زاده ۱۹۳۱–درگذشت ۱۹ دی ۱۴۰۳) پژوهشگر، فعال محیط زیست، روزنامه‌نگار و مؤسس انجمن درنای سیبری اهل فنلاند بود که به واسطه تحقیقاتش دربارهٔ درنای سیبری شناخته می‌شد. او به دلیل بیش از پنج دهه فعالیت پژوهشی در زمینه پرندگان مهاجر، به‌ویژه درناهای سیبری، در استان مازندران ایران، به «مادر درنای سیبری» و نیز «دوستدار امید» شهرت یافته بود. او نخستین پژوهشگری بود که در ایران کار پژوهشی روی درناها را آغاز کرد. وی ابتدا در فریدون‌کنار، سپس بابلسر و در نهایت در رویان اقامت گزید و در طول این سال‌ها، ارتباط عمیق و پایداری با جوامع محلی برقرار کرد.
او سال ۱۳۹۶ در نخستین همایش زیست‌وران بوم ایران که در ساری برگزار شده بود به پاس چند دهه فعالیت در زمینه پرندگان مهاجر مازندران تجلیل شد.
مستند مادر درناهای برفی به زندگی او می‌پردازد.

## زندگی و تحصیلات
الن ووسالو در سال ۱۹۳۱ در کانادا در خانواده‌ای از مهاجران فنلاندی به دنیا آمد. او دانش‌آموخته مقطع کارشناسی جانورشناسی از دانشگاه یوسی‌ال‌ای آمریکا بود و مدرک کارشناسی ارشد روزنامه‌نگاری را نیز اخذ کرده بود. همسر او ایرانی بود که در آمریکا با هم آشنا شده و ازدواج کرده و به ایران آمده بودند، هر دو محقق بودند و در دانشگاه کار می‌کردند. نام خانوادگی وی پس از ازدواج به نام خانوادگی شوهرش یعنی توکلی تغییر پیدا کرد. بعد از انقلاب تغییرات زیادی در زندگی او پیش آمد. با انقلاب همسر الن تصمیم به ترک ایران و مهاجرت به آمریکا گرفت. الن ووسالو به خاطر نگاهی که به محیط زیست و حیات‌وحش ایران داشت، برخلاف انتظار، تصمیم گرفت که ایران بماند. اینطور شد که این دو نفر بعد از تولد دو فرزند از هم جدا شدند. وی مدتی استاد زبان در مؤسسه آموزش عالی اقتصادی-اداری (دانشگاه مازندران فعلی) بود و در ادامه حضور در ایران باقی عمرش را صرف پژوهش در مورد درناهای مهاجر سیبری کرد.
او سرانجام پس از بیش از پنج دهه فعالیت، در سن ۹۵ سالگی در تاریخ ۱۹ دی ۱۴۰۳ در شهر رویان ایران درگذشت.

## جوایز و افتخارات
او سال ۱۳۹۶ در نخستین همایش زیست‌وران بوم ایران که در ساری برگزار شده بود به پاس چند دهه فعالیت در زمینه پرندگان مهاجر مازندران تجلیل شد. وی همچنین در سال ۲۰۱۷ نشان رز سفید فنلاند را دریافت کرد.

## در فرهنگ عامه
مستند مادر درناهای برفی به زندگی او می‌پردازد. این فیلم در جشنواره بین‌المللی فیلم هلسینکی راه یافت.